# Feats of Arms
『Feats of Arms』（フィーツオブアームズ）は、韓国のEYA INTERACTIVEが開発した武侠MMORPG。日本ではNETTSによって運営される。
元々は『墨香オンライン』として運営されていたが、韓国版とのバージョン統一が行われた際、プレイデータの引継ぎが不可能という結果となり、全てのデータがリセットされている。それに伴いタイトルの変更がなされた。墨香オンラインで使用していたIDはそのまま使用できる。
2007年5月28日から6月1日までクローズドβテスト、6月7日からオープンβテストが行われ、7月26日から正式サービスを開始した。
2008年10月21日をもってサービスを終了。